# François Claude de Bouillé
François Claude Amour du Chariol, marchese de Bouillé (Cluzel-San-Èble, 19 novembre 1739 – Londra, 14 novembre 1800) è stato un generale francese.
È citato nella Marsigliese come oppositore della rivoluzione.

## Biografia
Combatté brillantemente sia nella guerra dei sette anni, servendo come governatore nelle Antille, che contro gli inglesi nella guerra d'indipendenza americana. Nel 1783 ritornò in Europa, passando per l'Inghilterra, Paesi Bassi e Germania prima di far ritorno in Francia. Tra il 1787 e il 1788 fu membro dell'Assemblea dei notabili, schierandosi per la difesa dei privilegi, secondo le leggi fondamentali della monarchia. Nel 1789 divenne regolatore dei Tre Vescovadi, poi dell'Alsazia, della Lorena e della Franca Contea.
Cugino del marchese de La Fayette, fu un impegnato realista, fedele all'ancien régime ed ostile alla rivoluzione del 1789. A Nancy, il 31 agosto 1790, represse con forza l'ammutinamento della guarnigione ribellatasi alla corruzione ed al furto: fece giustiziare per impiccagione 33 soldati, i quali avevano più volte reclamato i loro salariati che tardavano ad arrivare da mesi, scoprendo, secondo quanto denunciò Danton apertamente e pubblicamente presso l'aula del parlamento delle Tuileries, che erano stati loro inspiegabilmente sottratti dai loro stessi ufficiali superiori.
Nel 1790 divenne comandante-capo dell'esercito della Meuse, del Sarre e del Moselle. In quel periodo, insieme al conte Hans Axel von Fersen, propose a Luigi XVI di rifugiarsi con la famiglia reale in una città di frontiera. Quando questo progetto fallì, con conseguente arresto della famiglia reale a Varennes, il 21 giugno 1791, emigrò in Russia. Nel 1792 prestò servizio nell'esercito del principe de Condé, e a lui si fa riferimento come un odiato realista in un verso della Marsigliese. Il suo scopo presso le varie corti europee era sempre la salvezza del re e della regina Maria Antonietta.
In seguito si ritirò a Londra dove morì, a seguito di una paralisi, il 14 novembre 1800. Le ceneri vennero deposte nel cimitero parrocchiale di Saint-Pancrace a Londra, in una tomba modesta concessagli grazie alla pietà di suo figlio maggiore. Nel 1866, i suoi resti furono riesumati e trasferiti al cimitero di Montmartre, a Parigi.